# فرودگاه وشچوو
فرودگاه وشچوو (به انگلیسی: Veshchevo) یک فرودگاه نظامی است که یک باند فرود بتن دارد و طول باند آن ۲۵۰۰ متر است. این فرودگاه در کشور روسیه قرار دارد و در ارتفاع ۴۷ متری از سطح دریا واقع شده است.